# Прапор Приморського району
Пра́пор Примо́рського райо́ну затверджений рішенням Приморської районної ради.

## Опис
Прапор Приморського району повторює і використовує графіку та кольори герба. Прапор — прямокутне полотнище з пропорціями висоти до ширини як 1/1,5. Верхня частина графіки герба (без фігур) є стороною прапора, яка прикріпляється до древка, при цьому, синій колір міститься вгорі. У центрі полотнища зображено герб району.